# Минданайски гимнур
Минданайските гимнури (Podogymnura truei) са вид дребни бозайници от семейство Таралежови (Erinaceidae).
Разпространени са само в планините на остров Минданао във Филипините, на надморска височина от 1300 до 2900 метра. Достигат дължина от 130 до 150 милиметра и се хранят с червеи, насекоми и други членестоноги, рядко с гъби и плодове. Активни са главно нощем и по здрач, а деня прекарват в дупки под земята.